# Comité consultatif pour la réforme des comptabilités locales
Le Comité consultatif pour la réforme des comptabilités locales est un groupe de travail administratif français qui a été créé en 1990. Ses travaux ont conduit à la modernisation de la gestion budgétaire et comptable des collectivités territoriales françaises. 

## Histoire
A la fin des années 1980, le cadre de la comptabilité locale est apparu obsolète. Ainsi, les instructions budgétaires et comptables M11 et M12 applicables aux communes et M51 pour les départements et les régions s’inspiraient du plan comptable général de 1947-1957. Les lois de décentralisation de 1982 et 1983, qui ont fortement accru les compétences des collectivités, ainsi que la rénovation du plan comptable général en 1982, ont révélé le besoin d’une refonte profonde des normes comptables et budgétaires afin d’améliorer la transparence et la fiabilité des comptes publics locaux.
Le 5 juin 1990, Michel Charasse, ministre délégué chargé du budget, et Jean-Michel Baylet, secrétaire d’Etat chargé des collectivités locales, installent un Comité consultatif pour la réforme des comptabilités locales afin de proposer un nouveau cadre comptable pour les collectivités locales. Ce comité était composé de 14 membres (représentants des maires, fonctionnaires territoriaux, magistrats financiers, Conseil national de la comptabilité, Centre national de la fonction publique territoriale, et administrations d'Etat). Le comité a rendu ses conclusions au Gouvernement le 26 février 1992.
A l’issue des travaux réalisés, plusieurs principes nouveaux émergent : double nomenclature comptable par nature et par fonction ; une gestion patrimoniale de meilleure qualité par l’introduction des amortissements et des provisions et l’amélioration de la transparence des comptes par le rattachement des charges et produits à l’exercice et par la comptabilité d’engagement.
La transposition juridique de ces principes a débuté par loi n°94-504 du 22 juin 1994 portant dispositions budgétaires et comptables relatives aux collectivités locales, puis dans de nouvelles instructions comptables applicables aux collectivités : M14 pour les communes à partir de 1997, M52 pour les départements à partir de 2004 et M71 pour les régions à partir de 2010.